# Rosa Cupido
Rosa Cupido (Pompei, 15 gennaio 1992) è una cestista italiana.
Playmaker di 171 cm, ha giocato in Serie A1 con Vigarano, Palermo, Faenza e Roma.